# کایل اگان
کایل اگان (انگلیسی: Kyle Egan؛ زادهٔ ۵ دسامبر ۱۹۹۸) بازیکن فوتبال است.
از باشگاه‌هایی که در آن بازی کرده‌است می‌توان به باشگاه فوتبال اکستر سیتی اشاره کرد.